# جرج چهاربخشی
جرج چهاربخشی (سریانی: ܓܘܪܓ ܟܗܪܒܟܫܝ) در سال ۱۹۵۲ میلادی از ویلسون و هلن، در شهر تهران به دنیا آمد. نام او از روی نام پدربزرگش، جرج، انتخاب شد که یک یونانی مقیم ایران بود. مادرش هلن، پس از ازدواج با پدر جرج، سخن گفتن به زبان آسوری را آموخت و به هر سه پسرش زبان پدری را آموزش داد. علاوه بر آسوری، جرج به زبانهای پارسی، ارمنی، ترکی، یونانی، و انگلیسی مسلط بود و می‌توانست به هر یک از این شش زبان، صحبت کند. از عنفوان کودکی، پدر جرج او را به انجام فعالیت‌های ورزشی همچون ماهیگیری، شکار، و فوتبال ترغیب می‌کرد. جرج، این مهارتهای ورزشی را تا به درجه‌ای تکمیل کرد که در دهه ۱۹۷۰ میلادی به عنوان کاپیتان تیم فوتبال «گاو بالدار» آسوریان شهر شیکاگو انتخاب شد.
جرج، از هنگامیکه تنها چهار سال سن داشت، میل و علاقه باطنی خود را نسبت به موسیقی کشف کرد. او علاقه‌مند به گوش دادن به انواع مختلفی از موسیقی بود و هوادار خوانندگان متفاوت و گوناگونی گشته بود. جرج، دوره دبستان و دبیرستان را در تهران گذراند و پس از فارغ التحصیلی در سال ۱۹۷۱، برای ادامه تحصیل در رشته معماری به دانشگاه ایلینوی در شیکاگو رفت. در دوران دانشجویی اش، اقدام به راه اندازی یک گروه موسیقی نمود که مورد استقبال جامعه آسوریان قرار گرفت. در سال ۱۹۷۸، جرج برای اجرا در مراسم جمع‌آوری کمک‌های مردمی برای جامعه پیشاهنگی آسوریان تهران دعوت شد. این مراسم، توسط یوناتان بت-کلیا که رئیس گروه پیشاهنگی آسوریان بود، برگزار شد. پس از انتشار اولین آلبوم وی در دهه ۷۰ میلادی، محبوبیت وی در میان جامعه آسوریان فزونی یافت. وی برای شرکت و اجرا در بسیاری از مراسم‌های جمع‌آوری اعانه، همآیش‌ها، و میهمانی‌ها، از سوی آسوریان ایالات متحده آمریکا، استرالیا، آلمان، سوئد، کانادا، و انگلیس دعوت شد.
جرج در سال ۱۹۷۹ با مارگارت ازدواج کرد که حاصل این ازدواج، سه فرزند (دو دختربه نام‌های هلن و ماری و یک پسربه نام آلبرت) می‌باشد. جرج، سنت پدر-آموزش زبان آسوری به همسر و فرزندان – را ادامه داد.
درحال حاضر، جرج، علاوه بر اینکه به عنوان مدیر شرکت «اسکای های» -Sky High- در زمینه خرید و فروش املاک و مستغلات مشغول به فعالیت است، همچنان فعالیت‌های خود را در زمینه موسیقی پیگیری می‌کند.

## آلبوم ها[۲][۳]
1. (Khobed Atour (1977
2. (Atour Omtta (1978
3. (1981) Shara
4. (1988) Yomed Baba
5. (؟) Dera D’Khooba
6. (Le Bayenakh (1995
7. (2001)	Avara
8. (Nineveh Mditi (2004